# Chiromyza vicina
Chiromyza vicina är en tvåvingeart som beskrevs av Jacques-Marie-Frangile Bigot 1879. Chiromyza vicina ingår i släktet Chiromyza och familjen vapenflugor. Inga underarter finns listade i Catalogue of Life.